# Bataille de Seseña
Guerre d'Espagne
Batailles
La bataille de Seseña est livrée dans la ville de Seseña et ses alentours, au cours de la guerre civile espagnole, en octobre 1936.
Épisode de la vaste bataille de Madrid qui se déroule d'août à novembre 1936, cette bataille a été l'occasion d'évaluer l'efficacité et la capacité de combat de la toute jeune armée populaire de la République, organisée quelques semaines auparavant seulement. 

## Contexte
Alors que les nationalistes, armés par le Troisième Reich et l'Italie, étaient parvenus à défaire les milices gouvernementales lors de la bataille de Mérida, de Badajoz, de la Sierra de Guadalupe et de la Talavera de la Reina, et ainsi avancer sur Madrid, les républicains demandent une aide matérielle auprès de la France afin de vaincre les forces nationalistes.
Le 25 juillet 1936, Léon Blum refuse de fournir de l'aide à la République espagnole, craignant que cela puisse nuire à la position internationale de la France en raison de l'opposition britannique. Le 8 août, la frontière entre l'Espagne et la France est fermée. Le gouvernement républicain espagnol achète alors des armes auprès de l'URSS. Les premiers navires soviétiques arrivent à Carthagène le 15 octobre.
Le 28 octobre 1936, le premier ministre républicain Francisco Largo Caballero décide de mener une contre-offensive afin de mettre fin à l'avancée nationaliste sur Madrid.

## Forces en présence
- Armée populaire de la République espagnole : 1 brigade et 15 chars T-26.
- Nationalistes : une colonne de cavaliers et 11 chenillettes L3/33.

## Combats

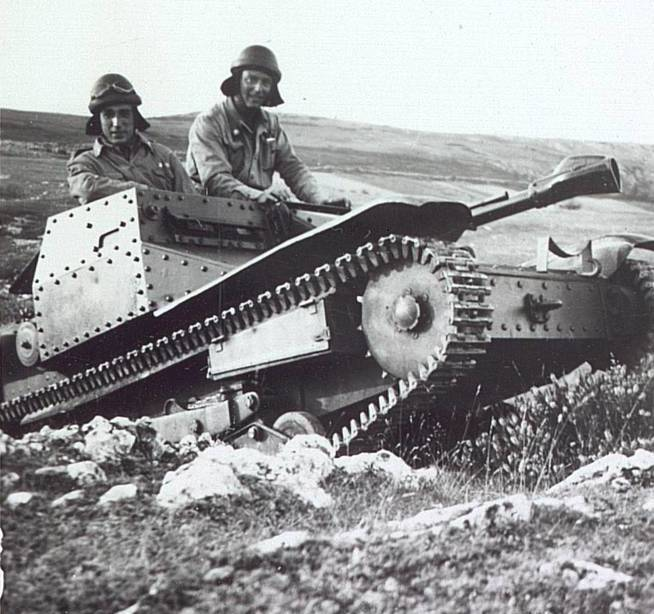
L3-Lf pendant la guerre civile d'Espagne.

L'offensive contre la ville de Seseña détenue par les nationalistes débute le 29 octobre. Les Républicains, soutenus par 15 chars T-26 soviétiques armés de canons de 45 mm attaquent les positions nationalistes. Les chars T-26 parviennent jusqu'aux abords de Esquivias, mais sans soutien de l'infanterie, sont contraints de battre en retraite. Trois seront détruits par des cocktails molotov lancés par les nationalistes.
Le même jour, les Républicains du colonel Ildefonso Puigdendolas lancent une attaque contre Illescas mais celle-ci échoue et Puigdendolas est tué.

## Analyse et conséquences
L'offensive a échoué car l'infanterie espagnole n'avait pas été formée pour des opérations offensives avec des blindés. Toutefois ces derniers s'avèrent efficace puisque 11 chenillettes nationalistes L3/33 furent détruites. Un escadron de bombardiers soviétiques Tupolev SB lance également un raid contre Séville tenue par les nationalistes. En raison du soutien logistique de l'URSS, le Troisième Reich augmenta son aide aux nationalistes et organisa la légion Condor.
Les nationalistes reprirent leur offensive, Getafe (13 km au sud de Madrid) tombe le 4 novembre et le 8 novembre commence le siège de Madrid.